# Condado de Robertson (Kentucky)
El condado de Robertson (en inglés: Robertson County), fundado en 1867, es uno de 120 condados del estado estadounidense de Kentucky. En el año 2000, el condado tenía una población de 2,266 habitantes y una densidad poblacional de 9 personas por km². La sede del condado es Mount Olivet.

## Geografía
Según la Oficina del Censo, el condado tiene un área total de 259 km² (100 mi²), de la cual 259 km² (100 mi²) es tierra y 0,1 km² (0 mi²) (0.04%) es agua.

### Condados adyacentes
- Condado de Bracken (norte)
- Condado de Mason (noreste)
- Condado de Fleming (sureste)
- Condado de Nicholas (sur)
- Condado de Harrison (oeste)

## Demografía
Según la Oficina del Censo en 2000, los ingresos medios por hogar en el condado eran de $30,581, y los ingresos medios por familia eran $35,521. Los hombres tenían unos ingresos medios de $27,656 frente a los $20,476 para las mujeres. La renta per cápita para el condado era de $13,404. Alrededor del 22.20% de la población estaban por debajo del umbral de pobreza.

## Localidades
- Kentontown
- Mount Olivet
- Piqua